# Chiesa dei Santi Cornelio e Cipriano (Albano Sant'Alessandro)
La chiesa dei Santi Cornelio e Cipriano è la parrocchiale di Albano Sant'Alessandro, in provincia e diocesi di Bergamo.

## Storia
La prima citazione di una chiesa ad Albano dedicata ai Santi Cornelio e Cipriano, dipendente inizialmente dal primiceriato e poi dalla pieve di Seriate, risale al 1260. La chiesa è nuovamente citata nel 1304. Successivamente, la chiesa passò al vicariato di Seriate, in seguito alla soppressione della circoscrizione plebanale che aveva sede nella medesima località. Da un documento del 1667 si apprende che questa chiesa era dotata di tre altari e che aveva come filiale l'oratorio di San Giorgio. L'attuale parrocchiale, progettata dal pontesampietrino Giovanni Terzo Moroni venne edificata tra il 1784 ed il 1809; la sua consacrazione fu impartita il 23 ottobre 1858 dal vescovo di Bergamo Pietro Luigi Speranza. Nel 1936 venne realizzata una piccola cappella di fianco alla chiesa. La parrocchiale subì un rifacimento dell'interno nel 1958. Il 28 giugno 1971, successivamente alla soppressione del vicariato di Seriate, la chiesa passò alla zona pastorale XIV per poi esser aggregata con decreto vescovile del 27 maggio 1979 al neo-costituito vicariato di Scanzo-Seriate. Infine, l'edificio venne completamente ristrutturato nel 1990.